# Manuels militaires byzantins
Un  grand nombre de manuels militaires byzantins sont parvenus jusqu’à nous. Les plus anciens datent du VIe siècle alors que les frontières de l’empire étaient menacées par les Slaves et les Avars. Ils se multiplient au Xe siècle lorsque les Byzantins se lanceront à la conquête des Balkans en Europe et de l’Anatolie en Asie mineure. Ils deviennent moins fréquents à partir du XIe siècle et, bien que certains témoignages permettent de croire qu’ils étaient encore rédigés à l’époque paléologienne, une seule exception est parvenue jusqu’à nous,.

## Contexte

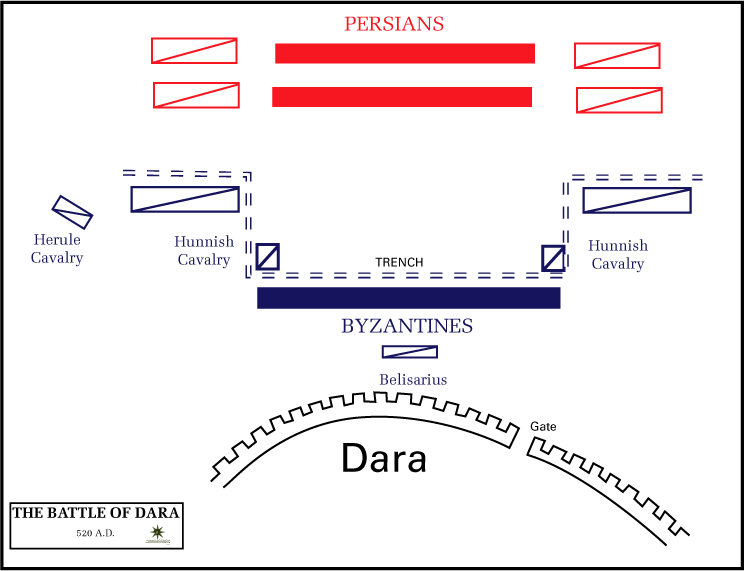
Disposition des troupes byzantines de Bélisaire et persanes lors de la bataille de Dara en 520.

Situé à la pointe sud des Balkans et s’étendant à la fois en Europe et en Asie, l’Empire byzantin dut, tout au long de son histoire millénaire, protéger ses frontières contre divers envahisseurs : Perses, Arabes et Turcs en Orient, Slaves, Turcs avars et Bulgares en Europe. Au-delà des frontières immédiates, d’autres puissances européennes s’insurgeront contre ses prétentions à la continuation de l’Empire romain : Saint-Empire romain germanique, Hongrie, Normands d’Italie. Enfin, la séparation progressive des Églises d’Orient et d’Occident conduira à la Quatrième Croisade et à des difficultés sans nombre avec la papauté.
Il n’est donc pas surprenant qu’une part considérable du budget de l’État ait été consacrée à l’armée et à la marine et que se soit développée une doctrine militaire visant à une défense contre des ennemis souvent bien supérieurs en nombre. Héritière de l’armée romaine, celle de Byzance sera bâtie sur la discipline, l’entrainement, des services d’appui bien organisés et une doctrine stratégique et tactique bien établie. Condensant les expériences héritées de la tradition romaine et s’adaptant aux circonstances ainsi qu’aux méthodes de nouveaux ennemis, les manuels et traités de science militaire permettront de conserver et de diffuser les stratégies à adopter. Ils continueront ainsi une longue tradition remontant à Xénophon et Énée le Tacticien, et nombre de manuels militaires de l’Empire romain d’Orient seront l’adaptation d’œuvres d’auteurs anciens, en particulier Élien le Tacticien, et Onosandre.

## Liste des manuels

### VIesiècle

Développement des thèmes byzantins vers 750.

- Urbicius(Οὐρβίκιος) fut un auteur grec de textes consacrés à l'art militaire, contemporain de l'empereur Anastase Ier (r. 491 – 518) pour qui il écrivit un court traité qui nous a été transmis sous forme de deux écrits distincts. Le premier, intitulé « Tacticon » est un épitomé[N 1] ou condensé de la première partie (chap. 1-32) du traité d’Arrien, « Ars Tactica » (Τέχνη τακτική), traitement conventionnel de la phalange d’infanterie idéale[8]. Le second ou « Epitedeuma » (Ἐπιτήδευμα -  litt : Invention) est sa propre création et décrit un genre de « cheval de frise »[N 2] portatif[9]. L’attribution à Urbicius d’un troisième ouvrage, le « Cynegeticus » relève d’une méprise des chercheurs dans les années 1930. Un manuscrit lui attribue également le « Strategikon » de l’empereur Maurice, mais ceci est manifestement l’erreur d’un copiste[10].
- « L’Anonyme byzantin du VIe siècle ou « Anonymus Byzantinus » : voir ci-après sous Syrianus Magister.
- Le « Strategikon » (Στρατηγικόν)[11] le plus souvent attribué à l’empereur Maurice Ier (r. 582 – 602) a probablement été rédigé au VIe siècle. C’est un imposant compendium en douze volumes traitant de tous les aspects de la guerre terrestre qui serait le fruit d'un effort pour codifier les réformes militaires imposées par cet empereur. L’auteur attache une importance considérable à définir les procédures qui doivent gouverner le déploiement et la tactique de la cavalerie, manifestement en réponse aux victoires avares des années 580 et 590. Il privilégie les formes indirectes de combat : embuches, ruses, raids nocturnes et escarmouches en terrain difficile, manifestant une bonne connaissance de la psychologie militaire. Le volume XI présente une analyse nouvelle des méthodes de combat, des habitudes et de l’habitat des ennemis les plus importants de l’empire de même que des conseils sur la façon de porter la guerre au nord du Danube contre les Slaves, un des principaux problèmes stratégiques des années 590. Le « Strategikon » eut une influence déterminante sur les traités subséquents du même genre.
- Le pseudo « De Militari Scientia » ou « Fragment de Müller », un court extrait contenant essentiellement des passages modifiés du « Strategikon » de Maurice[12]. Le contenu, ainsi que l’addition des Sarrazins dans la liste des ennemis suggère qu’il aurait été écrit vers le milieu du VIIe siècle[13].
- Syrianus Magister (autrefois appelé « L’Anonyme byzantin du VIe siècle ou « Anonymus Byzantinus ») écrivit un imposant traité de science militaire. On en conserve trois passages importants qui se sont transmis sous forme de manuscrits indépendants et ont été édités dans des publications différentes. Dès le XVIe siècle, les chercheurs ont reconnu l’unité interne de ces fragments, mais des erreurs survenues vers le milieu du XXe siècle ont maintenu leur présentation séparée[14]. Les trois éléments sont: (1) un traité sur la guerre terrestre publié sous les titres modernes de  Περὶ Στρατηγικῆς ou De Re Strategica, réédité récemment sous le titre « The Anonymous Byzantine Treatise on Strategy »[15]; (2) un traité sur l’art oratoire militaire publié sous le titre moderne de « Rhetorica Militaris » fréquemment attribué au même « Anonyme »[16]; (3) Le « Naumachia » (Ναυμαχίαι), traité sur la guerre navale dont le seul manuscrit conservé porte l’attribution « Syrianus Magister » (Ναυμαχίαι Συριανοῦ Μαγίστρου) [17]. Maintenant reconnue l’unité de composition de ces trois fragments, une nouvelle édition est en préparation[18]. La datation des trois composantes de l’œuvre se référait traditionnellement au VIe siècle; les preuves ne sont toutefois pas concluantes et les plus récentes recherches font identifier certains passages à une date de composition vers le IXe siècle[19]. Il semblerait que le IXe siècle soit maintenant généralement accepté par la recherche sur ce genre de texte [20].

### XesiècleetXIesiècle

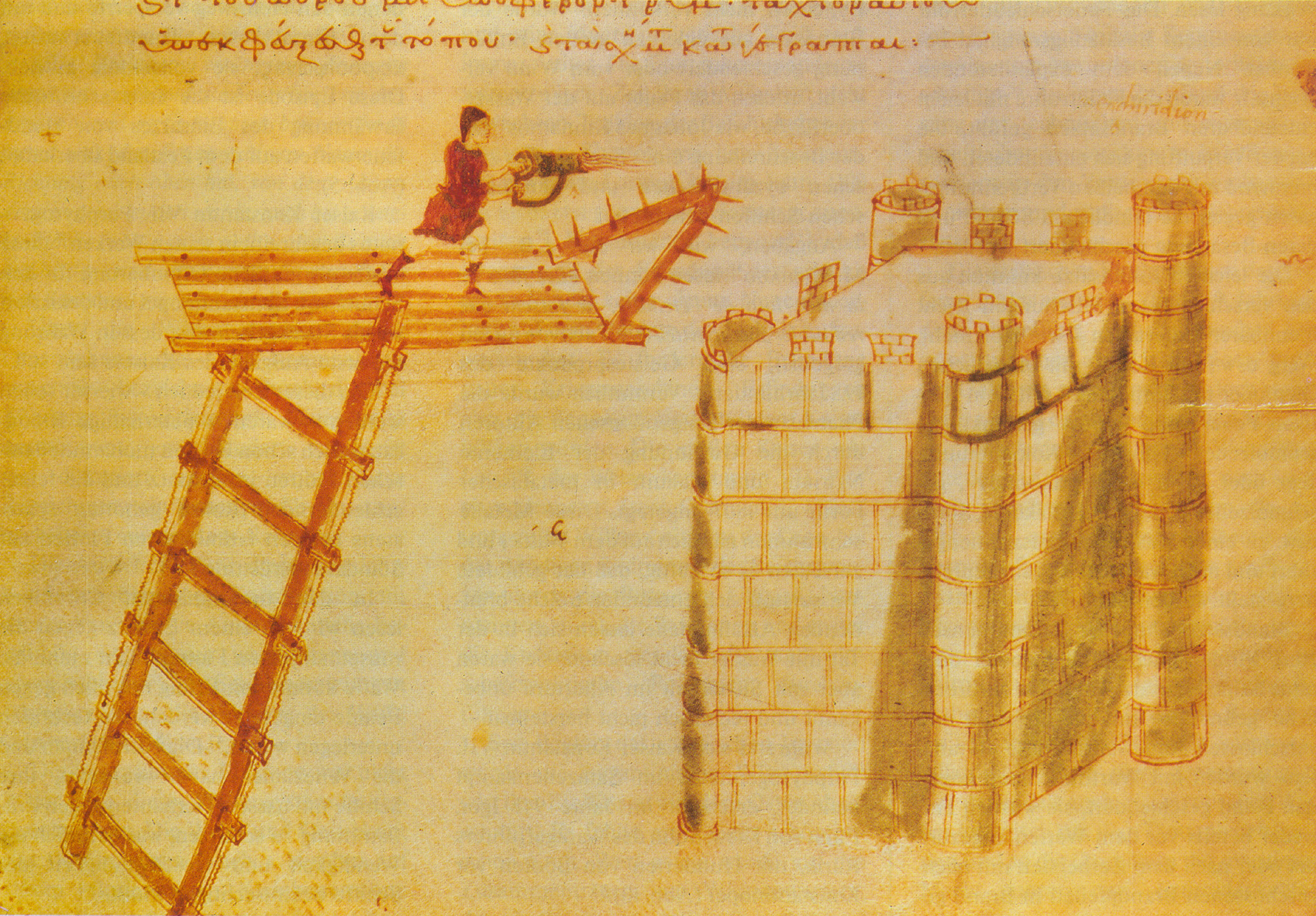
Utilisation du feu grégeois contre un château. Enluminure des Poliorcétiques de Héron de Byzance (Détail d’une enluminure du Poliorcetica d’Héron de Byzance).

- Le « Problemata » de l’empereur Léon VI le Sage (r. 886 – 912)[21] compilé vers 880 renferme des extraits du « Strategikon » de Maurice disposés sous forme de questions et réponses[22].
- Le « Tactica » de Léon VI[23] fut rédigé vers 895-908. La partie centrale est une réédition du « Strategikon » de Maurice, souvent reproduit verbatim et complété par des extraits de traités militaires de l’époque hellénistique, en particulier pris chez Onasandre [22],[24]. Il comporte toutefois des ajouts et des modifications pour refléter la situation contemporaine à l’auteur, en particulier contre les Arabes et les Hongrois, ainsi que des chapitres sur la guerre navale (peri naumachias)[25].
- Le « Sylloge Tacticorum » (συλλογὴ τακτικῶν), compilé entre le début et le milieu du Xe siècle, possiblement au cours du règne de Constantin VII (r. 913 – 959)[26]. Le texte est divisé en deux parties. La première qui comprend les chapitres 1 à 56 s’appuie sur différents auteurs précédents pour donner des conseils sur l’art du commandement, les formations durant les combats et les tactiques ainsi que les guerres de siège. La deuxième partie se concentre dans les chapitres 57 à 102 sur les stratagèmes employés par les anciens généraux et s’appuie principalement sur des auteurs du passé[27]. Toutefois on y trouve également des sections sur la guerre contemporaine et des comparaisons avec des modèles précédents (chap. 30-39 et 46-47), ceux-ci étant utilisés par la suite dans le « Praecepta Militaria »[27].
- L’extrait dit « Trois traités sur les expéditions militaires impériales », un ajout au De Ceremoniis de Constantin VII.
- Le « De velitatione bellica » (Περὶ Παραδρομῆς – Litt : Sur les escarmouches) attribué à l’empereur Nicéphore II Phokas (r. 963 – 969) mais en fait rédigé sous ses ordres par son frère Léon[28]. Il s’agit d’un essai sur l’infanterie légère et la guerre d’escarmouche écrit vers 975 et basé sur les notes de Phokas lors de raids transfrontaliers et d’escarmouches entre Byzantins et Arabes au cours de la première moitié du Xe siècle[29]. On y met l’accent sur la reconnaissance et l’utilisation du terrain ainsi que sur la guerre de nuit. Divers scénarios permettent de tirer des instructions sur la façon de répondre à des raids, à des invasions de grande envergure ou à une guerre de siège[30].
- Le « Praecepta militaria » (στρατηγικὴ ἔκθεσις καὶ σύνταξις Νικηφόρου δεσπότου – litt : Présentation et composition de la guerre du seigneur Nicéphore) de l’empereur Nicéphore II en six chapitres, rédigé vers 969 qui décrit l’armée de la fin du Xe siècle pendant la « reconquête byzantine » de l’Orient[30]. On y présente différents scénarios de batailles : pour une bataille rangée, Phokas préconise l’utilisation d’une formation d’infanterie forte qui garantit la ligne de bataille et l’utilisation de la cavalerie lourde, en particulier des cataphractes comme principale force de frappe[30].  Le texte explique aussi comment monter un camp, faire des reconnaissances et utiliser des espions, de même que les différentes cérémonies religieuses propres aux armées. Les chapitres sont reformulés et quelque peu modifiés pour tenir compte de la situation propre au début du XIe siècle décrite plus tard par le « Tactica » de Nicéphore Ouranos[30].
- Le « Parangelmata Poliorcetica » (Παραγγέλματα πολιορκητικά) et le  « Géodésie » (Γεωδαισία) de Héron de Byzance, nom traditionnellement donné à un ingénieur et géomètre byzantin du Xe siècle, traitent respectivement des machines de siège et de l'utilisation militaire du dioptre (instrument servant à mesurer les hauteurs et les distances).
- Le « Tactica » de Nicéphore Ouranos, général byzantin de haut rang sous le règne de l'empereur Basile II, fut écrit vers l’an 1000. Il s’appuie sur les « Praecepta », sur le « Tactica » de Léon VI et d’autres œuvres déjà connues, tout en y ajoutant quelques chapitres sur sa propre expérience des expéditions et sièges militaires[31].
- Le « Strategikon » de  Kékauménos (grec : Κεκαυμένου de Στρατηγικὸν; latin : Cecaumeni Strategicon) composé entre 1075 et 1078 par un général byzantin d'origine en partie arménienne. Quoique ce ne soit pas précisément un manuel militaire, il donne des conseils sur la guerre et la gestion des affaires publiques et domestiques, basés sur l’expérience personnelle de Kékauménos[32].

### Par la suite
- « Enseignemens ou ordenances pour un seigneur qui a guerres et grans gouvernemens a faire » de Théodore Paléologue, marquis de Montferrat, publié originellement en grec à Constantinople vers le milieu des années 1320; ce texte en grec est maintenant perdu. Toutefois, Théodore en avait lui-même fait une traduction latine au début des années 1330. Quoique le texte en latin soit également en bonne partie perdu, une version en vieux français fut produite dans les années 1340 par Jean de Vignay qui a survécu[33]. Théodore ayant passé une bonne partie de sa carrière militaire à Montferrat, dans le Piedmont italien, son texte reflète davantage la culture militaire ayant cours dans le nord de l’Italie que celle de Byzance [34],[35], [36].